# Renault Koleos

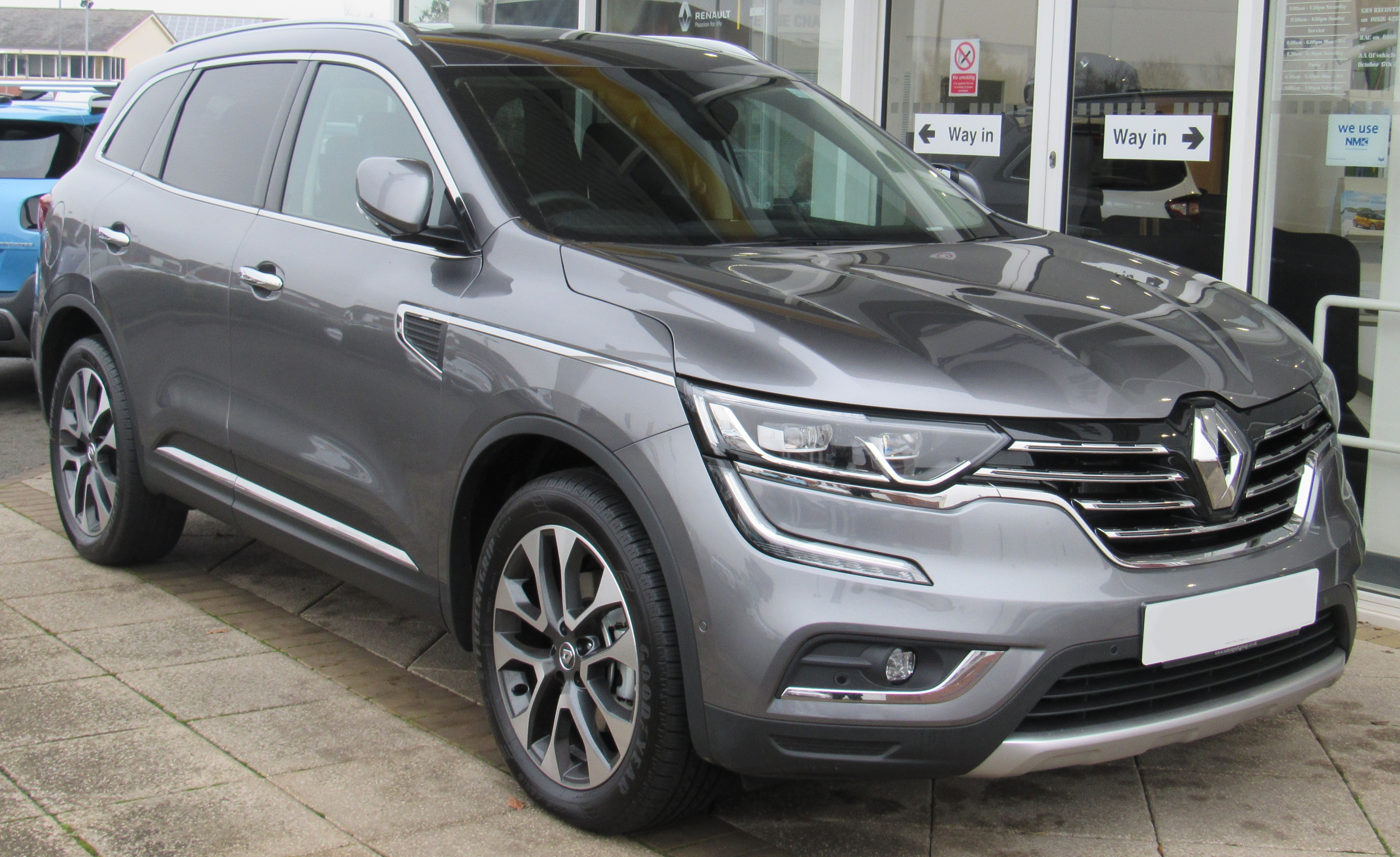
Renault Koleos II (2016-heden)

De Renault Koleos is een automodel van het Franse merk Renault. Het is een compacte SUV die door Renault werd gepresenteerd op de Mondial de l'Automobile van 2006 in Parijs.
De eerste generatie Koleos werd ontworpen door Renault en ontwikkeld door Nissan, het grootste deel van zijn productie is afkomstig van de fabriek van Renault Samsung Motors in Busan.
Gefacelifte versies van de Koleos werden gepresenteerd in oktober 2011 en juni 2013. Een tweede generatie werd onthuld in 2016 en maakt gebruik van het modulaire C/D-platform van de Renault-Nissan-alliantie.

## Eerste generatie (2007-2015)
In juni 2008 deed de Koleos zijn intrede bij de Renault-dealers. Renault had weinig ervaring met SUV's, tot dan telde het modellengamma alleen de vierwielaangedreven Scénic RX4 en de Kangoo 4x4. De Koleos was beschikbaar met een 2,5 liter benzinemotor van Nissan en een 2,0 liter dieselmotor. De dieselmotor kende twee uitvoeringen, één met 150 pk en één met 175 pk. De benzinemotor had een vermogen van 170 pk. De productie van de Koleos vond plaats bij Samsung Motors in Zuid-Korea.
In Nederland bleek de Koleos geen succes. Hij werd daarom in 2010 door de importeur uit het leveringsprogramma gehaald. In andere landen zoals België en Duitsland bleef de Koleos wel te koop. Met name in Rusland en Zuid-Amerika bleek de Koleos een succes te zijn.
Medio 2015 werd de productie gestaakt. Zijn plaats werd ingenomen door de Kadjar die slechts een paar centimeter korter was, zonder zijn officiële opvolger te zijn.

### Motoren
Benzine
| Type    | Motor     | Motor     | Motor   | Vermogen | Koppel | Aandrijving        | Jaartal     |
| Type    | Inhoud    | Cilinders | Kleppen | Vermogen | Koppel | Aandrijving        | Jaartal     |
| ------- | --------- | --------- | ------- | -------- | ------ | ------------------ | ----------- |
| 2.5 16V | 2.488 cm³ | 4-in-lijn | 16V     | 170 pk   | 266 Nm | voor / voor+achter | 2008 - 2010 |

Diesel
| Type    | Motor     | Motor     | Motor   | Motor       | Vermogen | Koppel | Aandrijving        | Jaartal     |
| Type    | Inhoud    | Cilinders | Kleppen | Voeding     | Vermogen | Koppel | Aandrijving        | Jaartal     |
| ------- | --------- | --------- | ------- | ----------- | -------- | ------ | ------------------ | ----------- |
| 2.0 dCi | 1.995 cm³ | 4-in-lijn | 16V     | common rail | 150 pk   | 340 Nm | voor / voor+achter | 2008 - 2010 |
| 2.0 dCi | 1.995 cm³ | 4-in-lijn | 16V     | common rail | 175 pk   | 360 Nm | voor+achter        | 2008 - 2010 |

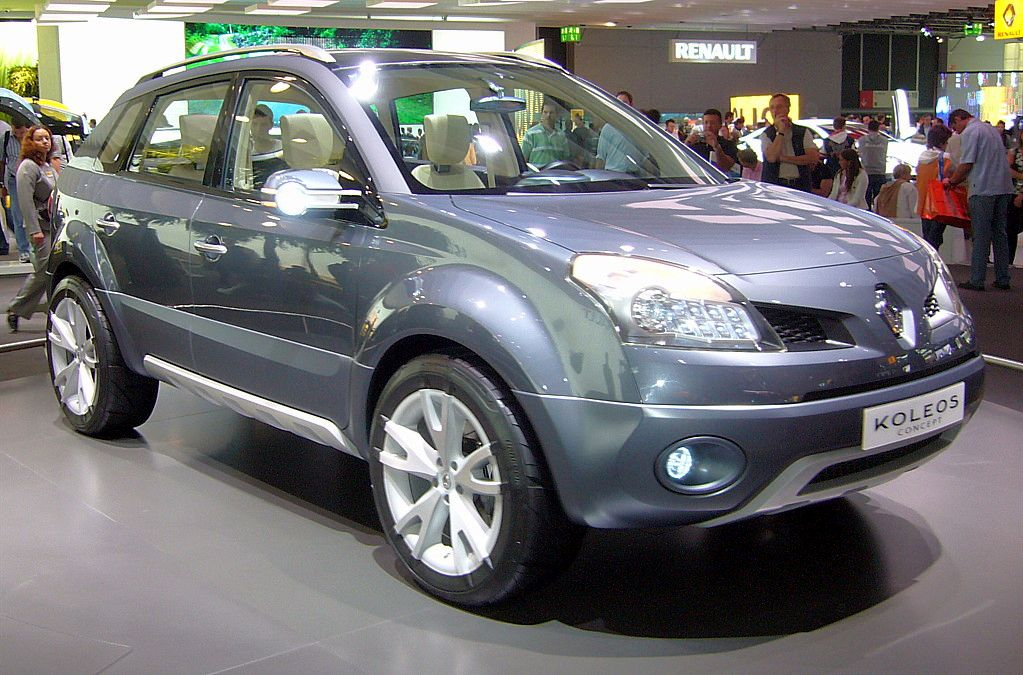
Koleos conceptauto op de IAA Frankfurt (2007)
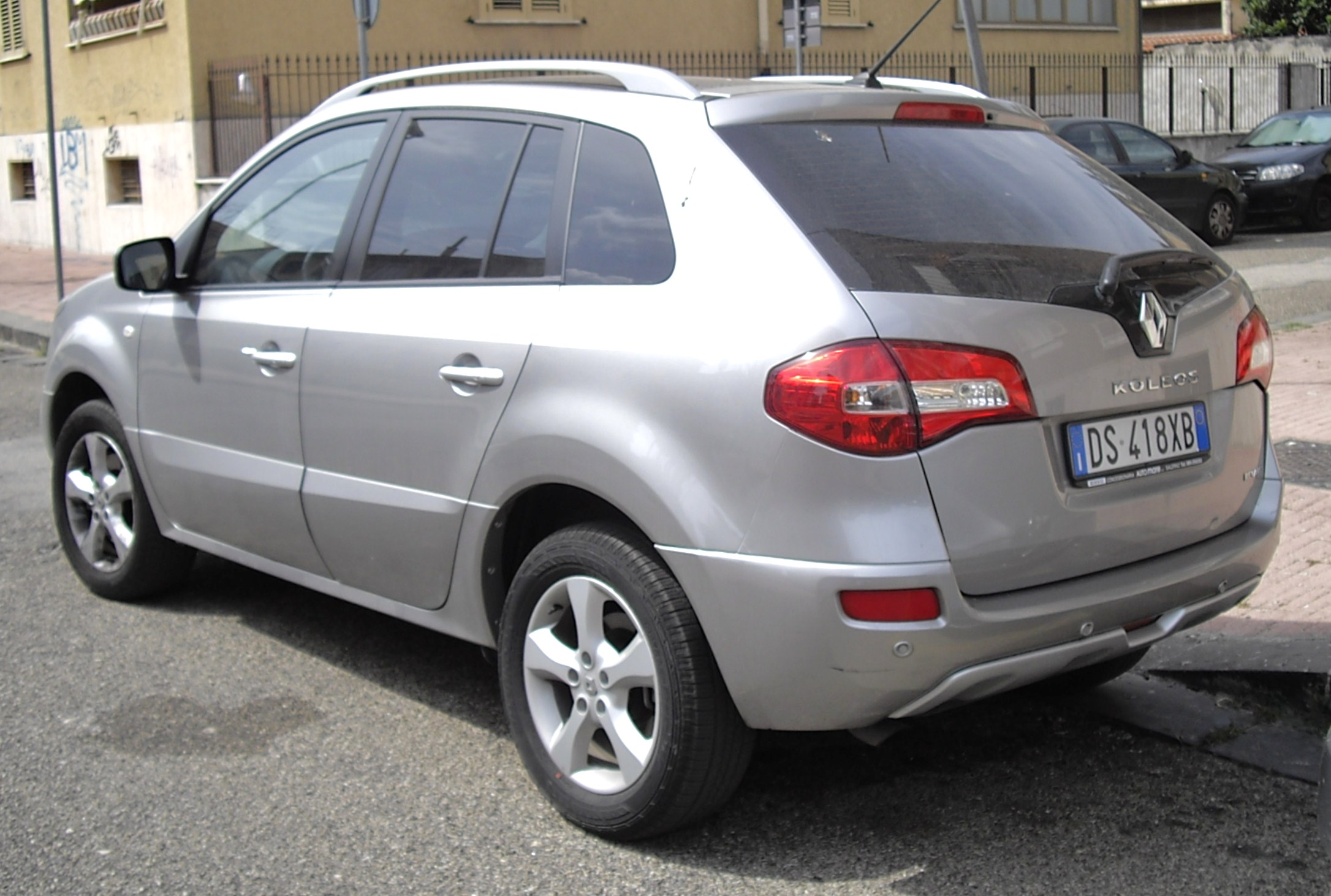
Koleos (2007-2011) achteraanzicht
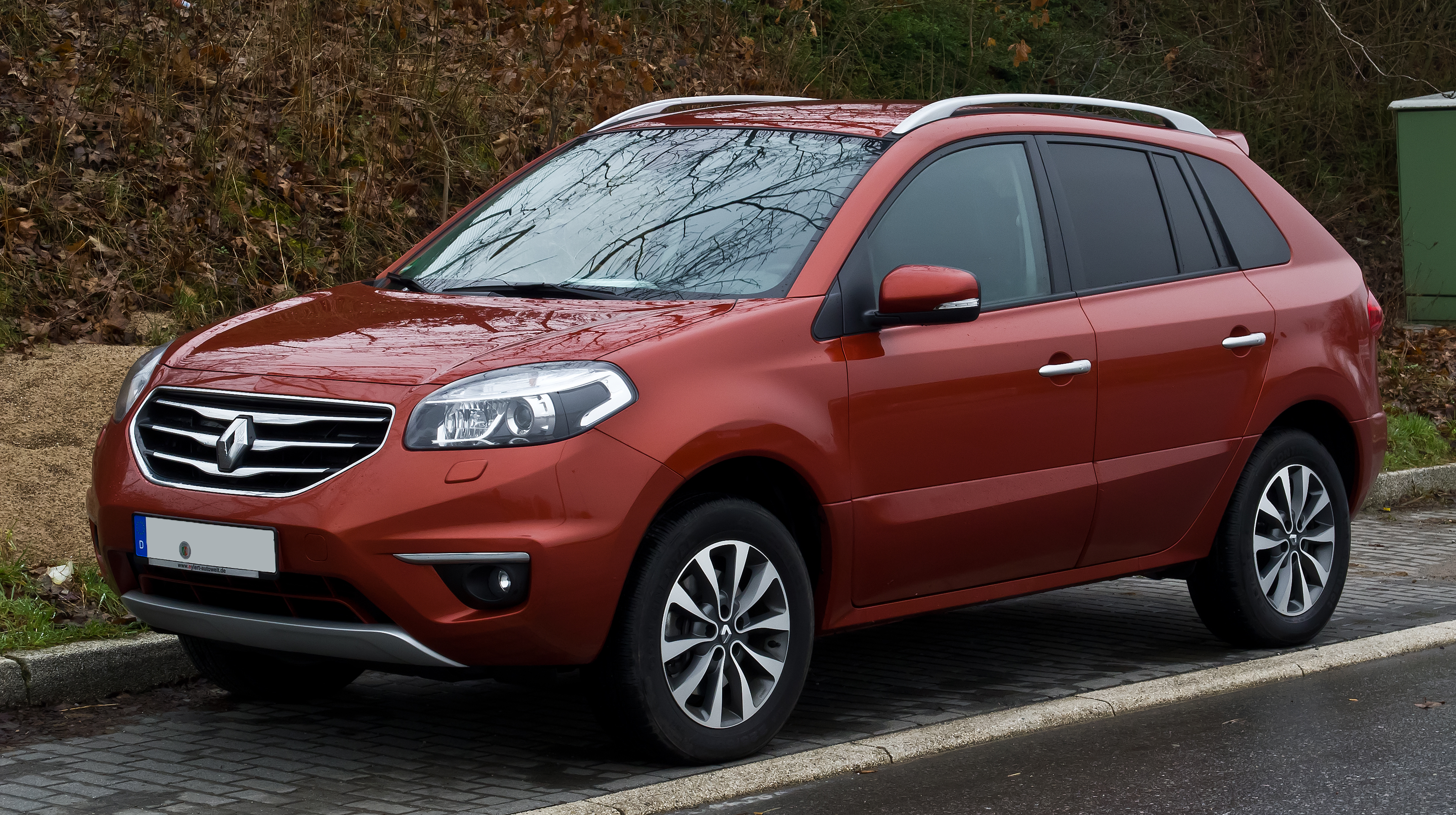
Koleos (2011-2013)
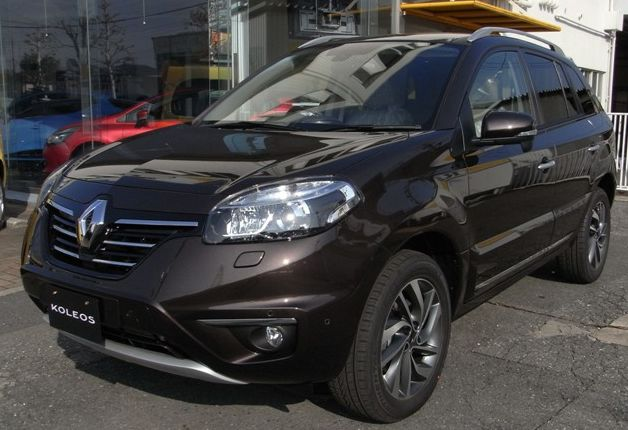
Koleos (2013-2015)

## Tweede generatie (2016-heden)

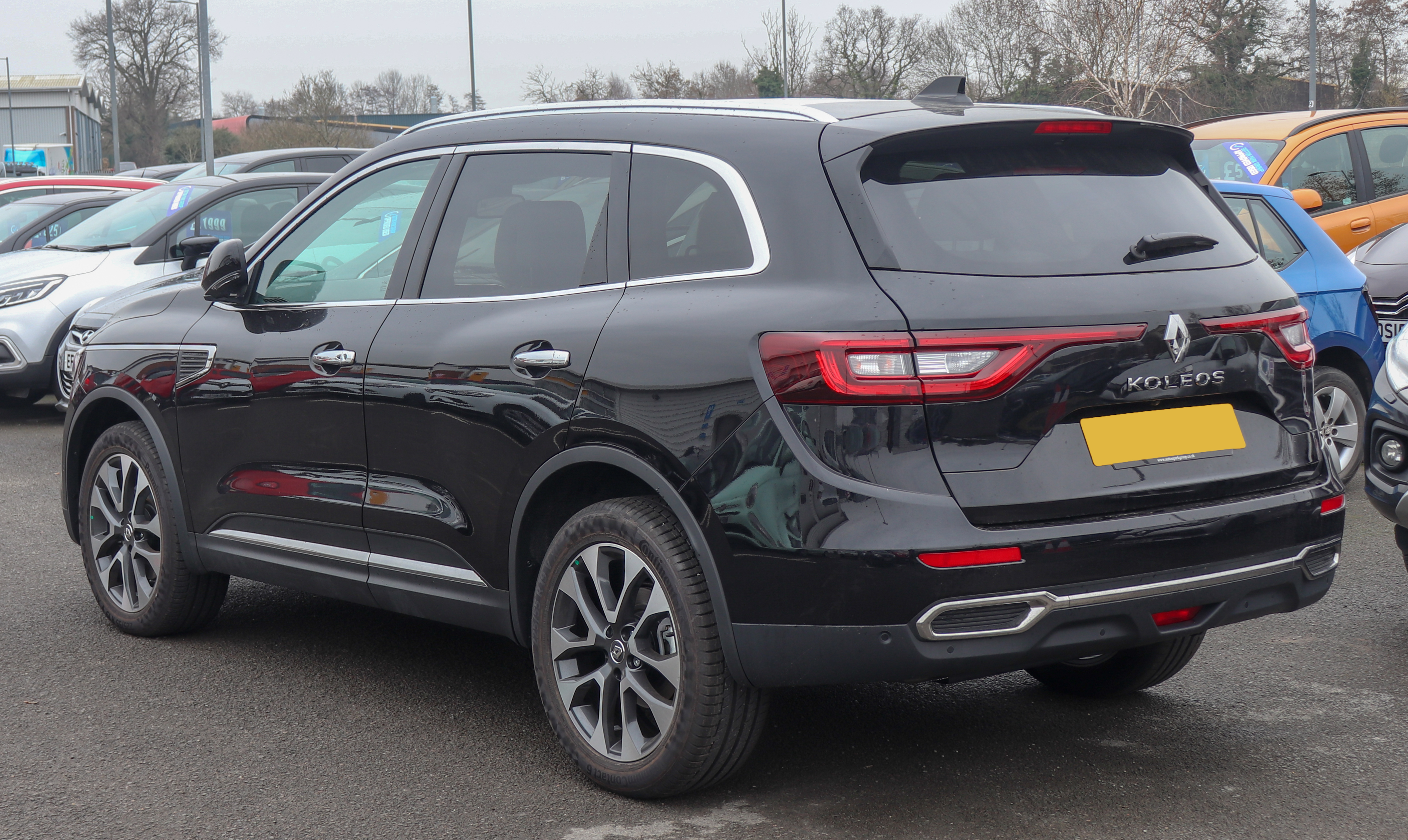
Koleos II, achteraanzicht

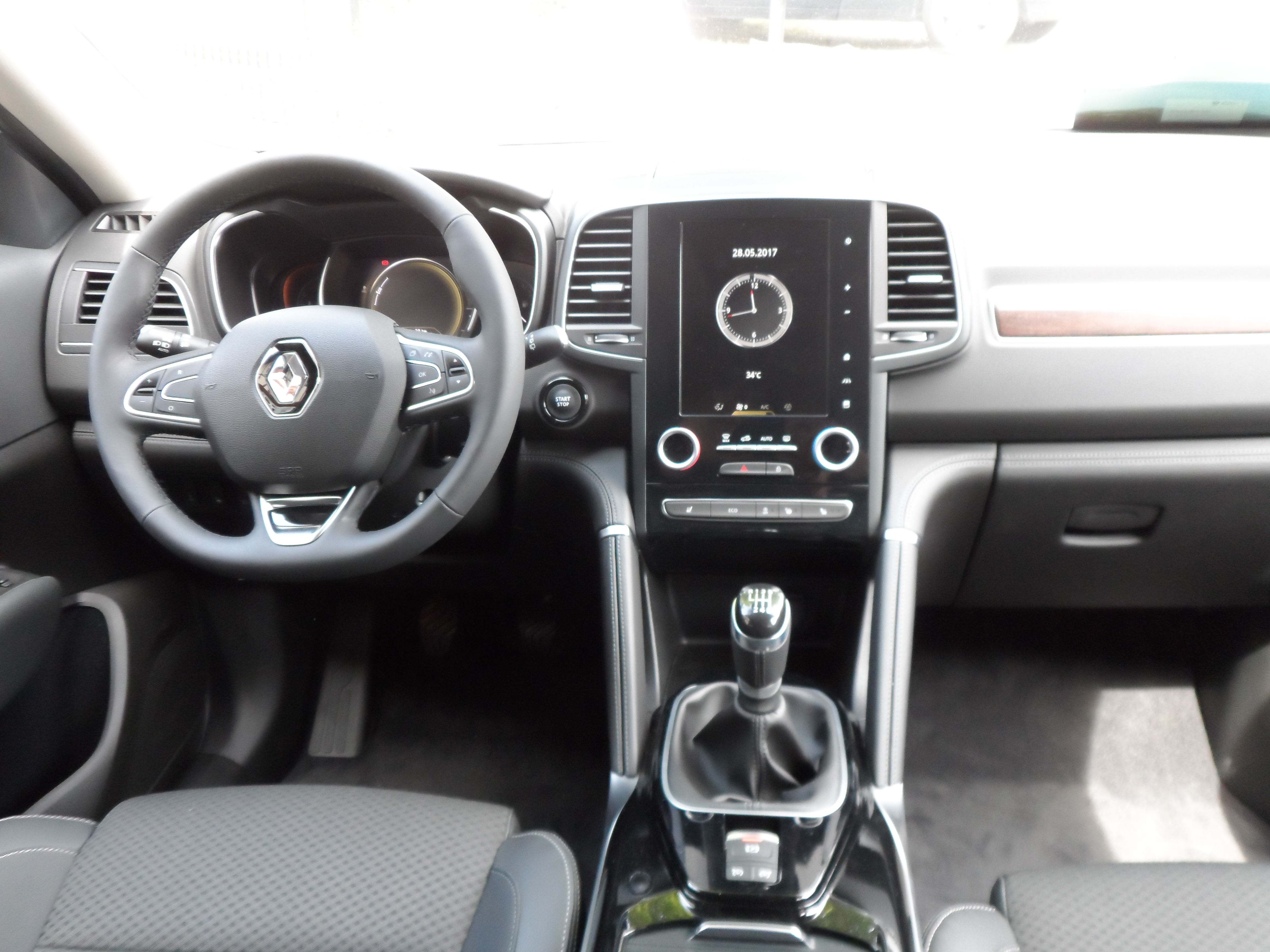
Koleos II, dashboard

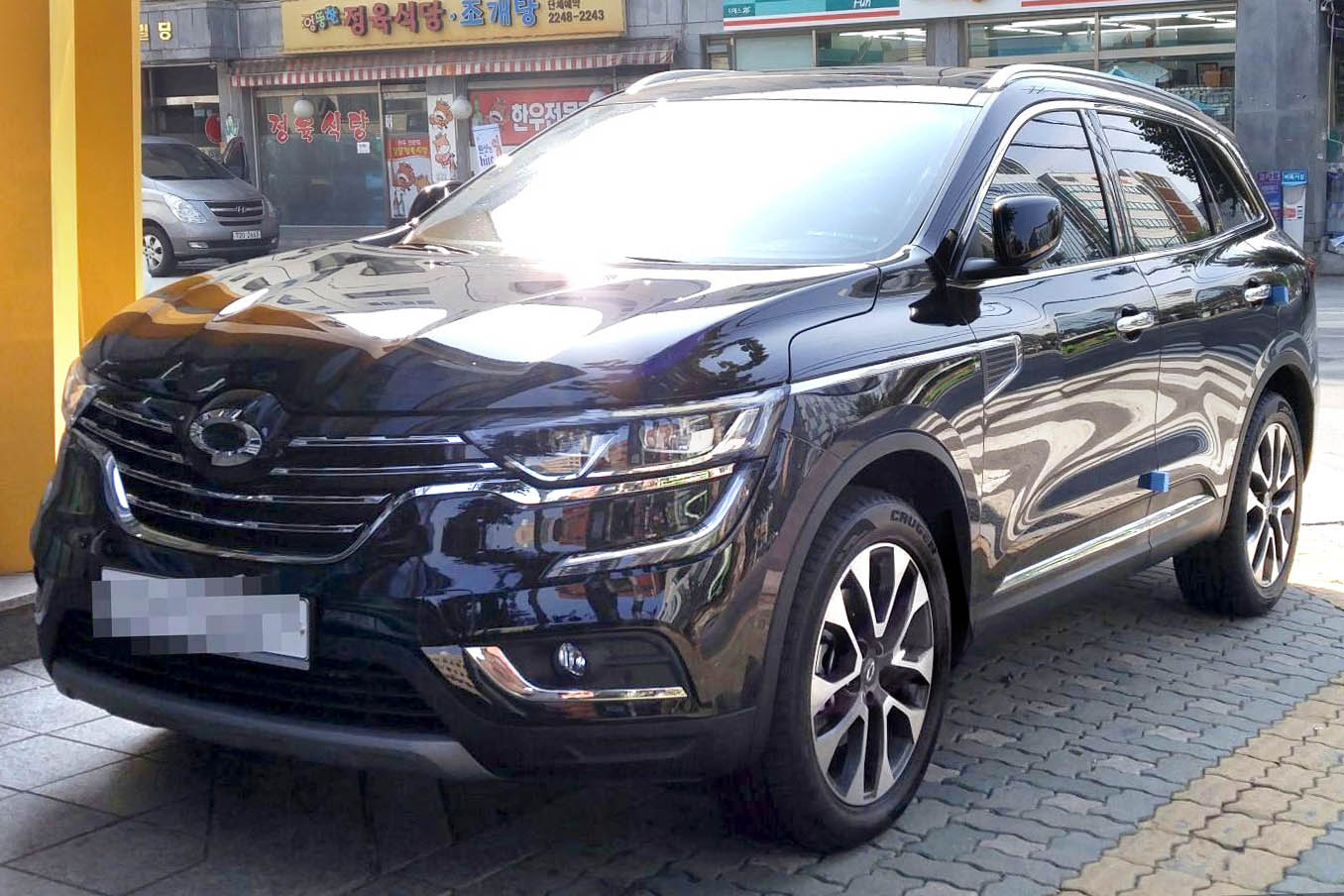
Samsung QM6

Op de autotentoonstelling van Beijing in 2016 introduceerde Renault de tweede generatie Koleos. De grotere tweede generatie maakt gebruik van het modulaire C/D-platform, gezamenlijk ontwikkeld door Renault-Nissan, dat al werd gebruikt op vergelijkbare voertuigen als de derde generatie Nissan X-Trail en de Renault Kadjar. De Koleos II is alleen beschikbaar als vijfzitter en wordt opnieuw in Busan (Zuid-Korea) gebouwd.
De Koleos II kwam voor het eerst op de markt in de herfst van 2016 in Australië, China, Turkije, de Golfstaten en Latijns-Amerika en is medio 2017 uitgerold in het grootste deel van Europa. Omdat Renault in Europa kort na elkaar de lanceringen had van de
Espace, de Talisman en toen ook nog de Mégane, besloot het merk de introductie van de Koleos uit stellen. Anders zouden de grote modellen te veel in elkaars vaarwater komen. In Oost-Azië wordt het model ook verkocht als Samsung QM6.
De tweede generatie was in Europa alleen met twee dieselmotoren te verkrijgen: een 1.6 met 130 pk of 2.0 met 175 pk. Die laatste is optioneel met vierwielaandrijving leverbaar. De versie met 130 pk heeft een handgeschakelde versnellingsbak, de 175 pk-motor is standaard aan een CVT-automaat gekoppeld. Ondertussen is er ook een benzinevariant van de Europese Koleos: een TCe 160 EDC.

### Motoren
Diesel en benzine
| Type    | Motor     | Motor     | Motor   | Motor       | Vermogen | Koppel | Aandrijving        | Jaartal      |
| Type    | Inhoud    | Cilinders | Kleppen | Voeding     | Vermogen | Koppel | Aandrijving        | Jaartal      |
| ------- | --------- | --------- | ------- | ----------- | -------- | ------ | ------------------ | ------------ |
| 1.6 dCi | 1.698 cm³ | 4-in-lijn | 16V     | common rail | 130 pk   | 320 Nm | voor               | 2017 - heden |
| 2.0 dCi | 1.995 cm³ | 4-in-lijn | 16V     | common rail | 175 pk   | 380 Nm | voor / voor+achter | 2017 - heden |
| TCe 160 | 1333 cm³  |           |         |             | 158 pk   | 270 Nm | voor               | 2021 - heden |

In productie:
5 E-Tech · 
Arkana · 
Austral · 
Captur · 
Clio · 
Espace · 
Kadjar · 
Kangoo · 
Koleos · 
Master · 
Mégane · 
Mégane E-Tech · 
Rafale · 
Scenic E-Tech · 
Symbioz · 
Symbol · 
Trafic · 
Twingo · 
Twingo Electric · 
Zoe

Uit productie:
3 · 
4 · 
5 · 
6 · 
7 · 
8 · 
9 · 
10 · 
11 · 
12 · 
14 · 
15 · 
16 · 
17 · 
18 · 
19 · 
20 · 
21 · 
25 · 
30 · 
2CV · 
4CV · 
Avantime · 
Caravelle · 
Dauphine · 
Domaine · 
Estafette ·
Express · 
Floride · 
Fluence ·
Frégate · 
Fuego · 
Juvaquatre ·
Laguna · 
Latitude · 
Modus · 
Nervastella · 
Novaquatre · 
Ondine · 
Prairie · 
Primaquatre · 
Rodeo · 
Safrane · 
Savanne · 
Scénic · 
Spider · 
Talisman · 
Thalia · 
Twizy · 
Vel Satis · 
Vivasport · 
Vivastella · 
Wind